# Brokkr

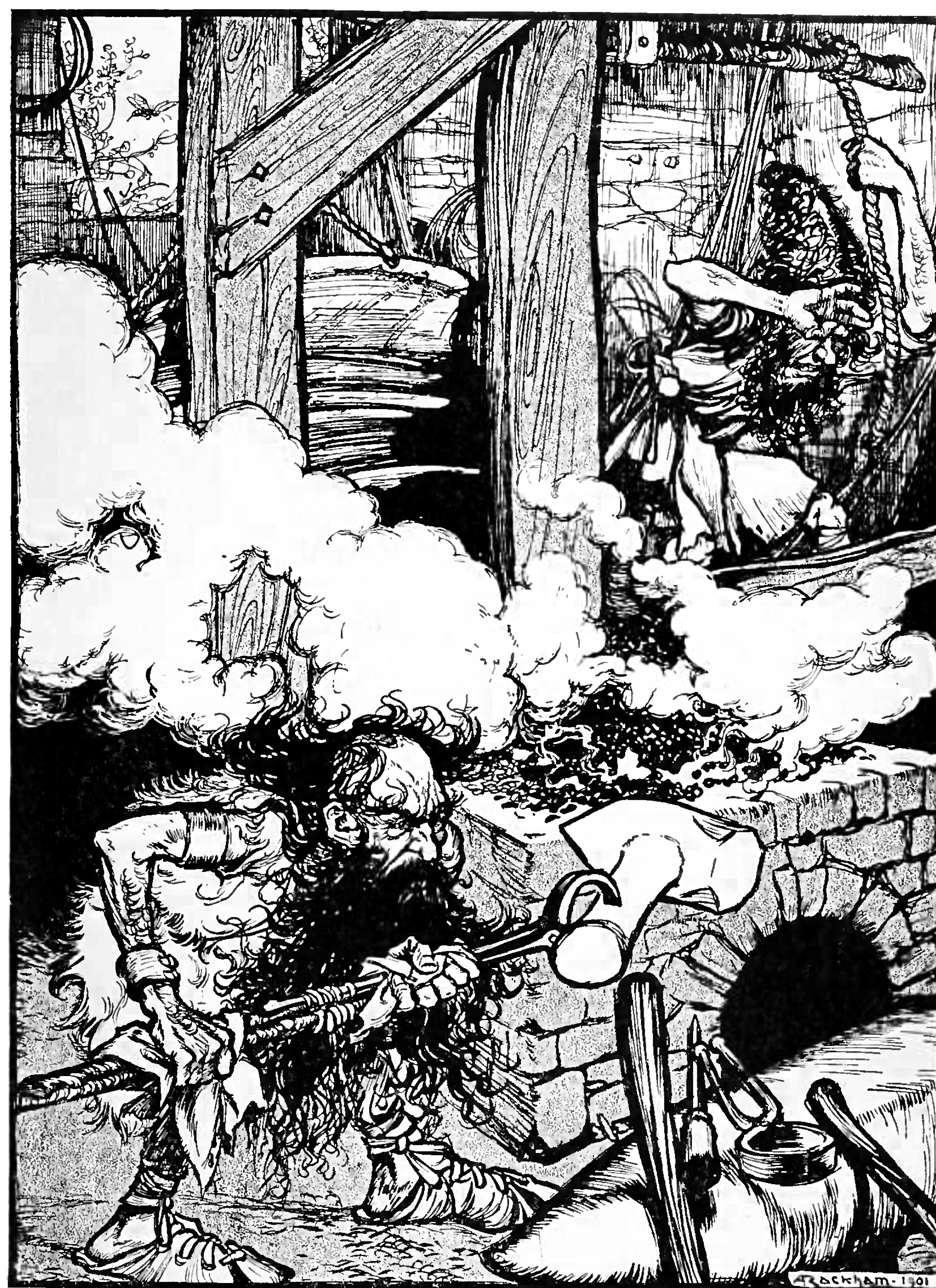
Loki (als vlieg) stoort Brokkr terwijl hij de blaasbalg hanteert, zijn broer Eitri vervaardigt Mjölnir

Brokkr is in de Noordse mythologie een dwerg, meer bepaald een zwarte alfr die de magische smeedkunst verstaat.
De naam Brokkr is Oudnoords en betekent "smid, iemand die met metalen brokjes werkt". De uitspraak is ongeveer [brokːr] (met een lange k). Een gemoderniseerde variant van de naam is Brokk.
Brokkr wordt in het Skaldskaparmál genoemd.
Loki liet de Zonen van Ivaldi Sifs gouden haar, Freyrs schip Skíðblaðnir en Odins speer Gungnir maken.
Brokkr hielp zijn broer Eitri bij het maken van de everzwijn Gullinbursti, de gouden ring Draupnir en Mjölnir, de hamer van Thor (Donar).
Brokkr moest het vuur aanwakkeren met een blaasbalg en op een constante temperatuur houden terwijl Eitri de geschenken voor de Goden vervaardigde.
Terwijl Brokrr hier mee bezig was, beet een vlieg hem, waardoor het vuur niet consistent bleef en het handvat van Mjölnir te kort werd.
In sommige verhalen wordt de vlieg geïdentificeerd als Loki.